# Georgia (police de caractères)
Pour les articles homonymes, voir Georgia.

Comparaison entre les polices Georgia et Times New Roman.

Georgia est une police de caractères à empattement, de la famille des réales, créée en 1993 par Matthew Carter, pour Microsoft.

## Particularités
Elle a été créée pour permettre une grande lisibilité sur un écran. Bien que très proche sous certains aspects de la Times New Roman, elle s’en distingue notamment par une hauteur d’œil plus large, et une taille plus élevée à nombre de points égal. On peut également noter une verticalité plus prononcée et des caractères plus rapprochés.
Fait particulièrement rare dans les polices destinées à l’affichage, cette police utilise de base des chiffres elzéviriens.

## Disponibilité
Georgia faisait partie du pack Core fonts for the Web, jusqu’à l’arrêt de ce programme par Microsoft, en 2002.
Largement implantée aussi bien sur Mac OS que sur Windows, elle est fournie de base avec ces deux systèmes d’exploitation.